# Acta de Adhesión de España a las Comunidades Europeas

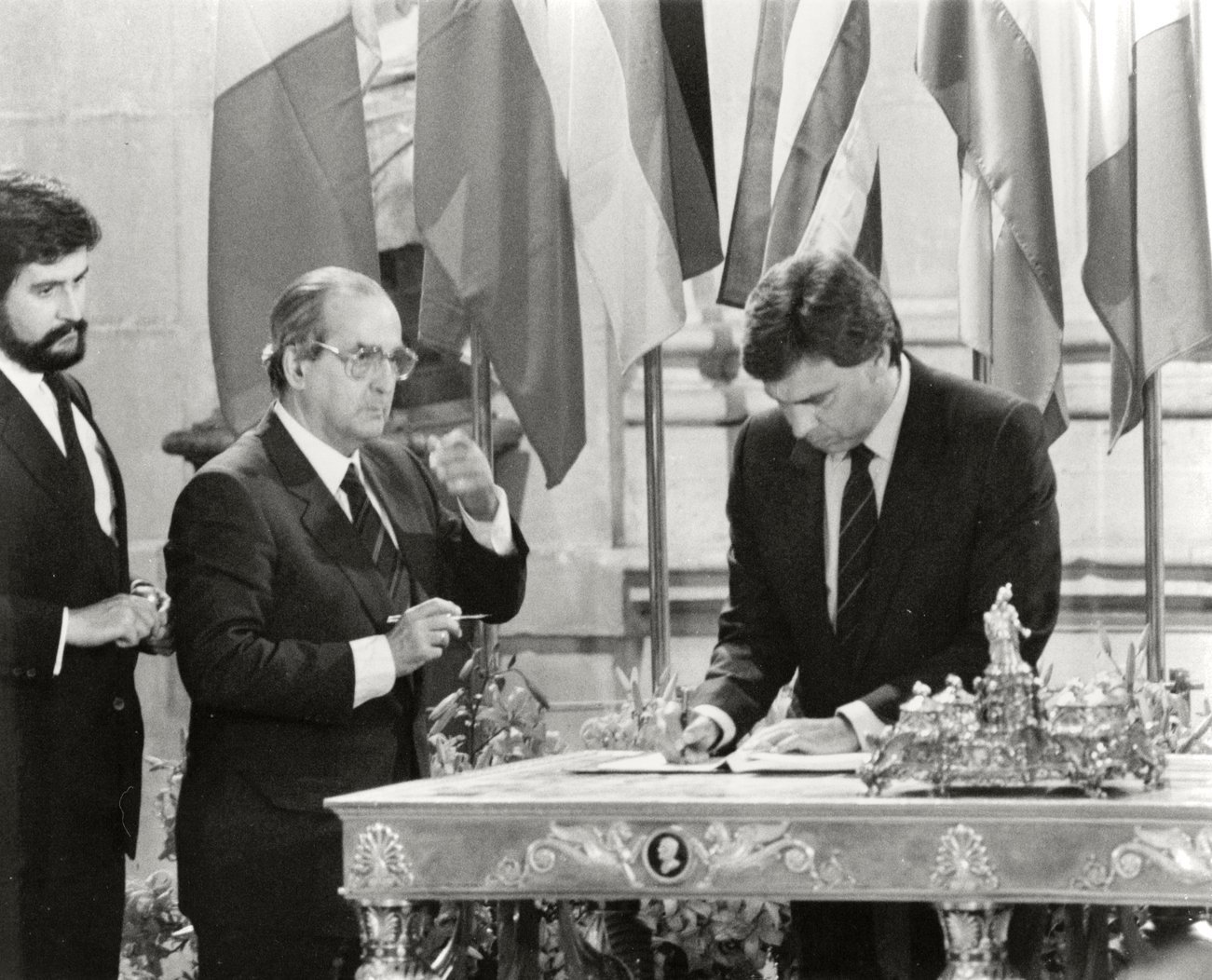
Felipe González firma el tratado de adhesión el 12 de junio de 1985 en el Palacio Real de Madrid observado por Manuel Marín y Fernando Morán.

El Acta de Adhesión de España a las Comunidades Europeas es un tratado por el que España ingresó a las Comunidades Europeas —en la actualidad, la Unión Europea— y que fue firmado el 12 de junio de 1985 en el Salón de Columnas del Palacio Real de Madrid para entrar en vigor el 1 de enero de 1986. Esta incorporación se realizó al mismo tiempo que la de Portugal. Tras esta adhesión, se produjo en España un periodo de prosperidad económica, en el que durante cinco años seguidos logró el mayor índice de crecimiento de toda la Comunidad. Este hecho constituyó el proceso más completo y sistemático de liberalización, apertura y racionalización de la economía española tras el Plan Nacional de Estabilización Económica en 1959. Esta adhesión, además del progreso económico, supuso la salida del aislamiento internacional que padecía desde la Declaración de Potsdam de agosto de 1945 y la estabilización de la recién instaurada democracia.

## Cronología de su incorporación
La primera postura del gobierno de Franco ante la constitución de las instituciones europeas fue la de marcar un compás de espera ante el desarrollo de los acontecimientos sin definir una política oficial. A principios de 1960, el Ministerio de Asuntos Exteriores español barajaba tres alternativas: la entrada en la EFTA, el ingreso en la Comunidad Económica Europea o no optar por ninguno de las dos instituciones anteriores. En este sentido, en septiembre de 1960 se estableció una misión diplomática ante la CEE con el objetivo de recabar información y la de «esperar y ver». Sin embargo, a mediados de 1961 los acontecimientos ligados con el proceso de integración llevaron a un cambio de estrategia en la política exterior española con respecto al proyecto europeo, al ponerse de manifiesto el camino sin salida que suponía la posición de esperar y la posibilidad real de aislamiento de España. En este sentido, por ejemplo, se manifestó la Dirección General de Política Exterior que, en octubre de 1961, elaboró un informe en el que defendía la necesidad de tomar una decisión política frente al Mercado Común. Se escogió la vía de asociación a la CEE como la más adecuada: pensaban las autoridades de Exteriores que la economía española no estaba preparada para la adhesión y que esta además exigía una homologación política que el gobierno español no estaba dispuesto a aceptar.

### La solicitud de asociación
España solicitó el estatus de país asociado a la Comunidad Económica Europea por primera vez el 9 de febrero de 1962, mediante una carta escrita por el ministro de Asuntos Exteriores Fernando María Castiella al presidente del Consejo de Ministros de la CEE, el francés Maurice Couve de Murville: partiendo de «la vocación europea de España», su situación geográfica y sus intereses económicos, el gobierno franquista solicita en esta carta «una asociación susceptible de llegar en su día a la plena integración después de salvar las etapas indispensables para que la economía española pueda alinearse con las condiciones del Mercado Común». Sin embargo, dado que la CEE prefería que España tuviese un régimen democrático, fue denegada la adhesión mediante un mero acuse de recibo por carta el 6 de marzo. En efecto, para ese año se estaban elaborando documentos en donde se exigía que para ser miembro debían ser Estados democráticos:
- El informe Birkelbach: el 15 de enero de 1962, el eurodiputado Willy Birkelbach presentó en el Parlamento Europeo un informe titulado Los aspectos políticos e institucionales de la adhesión o de la asociación a la Comunidad, donde se exigía este requisito. Pero no impedía realizar otro tipo de relaciones.[7]
- Memorando de Saragat: en el mes de mayo de 1962, la delegación italiana en el Consejo de Ministros pedía que el fundamento del régimen político debería tener criterios como el de los fundadores. En este caso también impedía cualquier asociación.[7]
- El veto en el Consejo de Ministros de la Comunidad: los Tratados CECA, CEE y EURATOM exigían unanimidad de votos en el Consejo para la incorporación de nuevos Estados. Además debería ser ratificada por los respectivos Parlamentos.

Este requisito fue explicitado en 1964 por el Parlamento Europeo:

Los Estados cuyos gobiernos carecen de legitimación democrática y cuyos pueblos no participan en las decisiones del gobierno —ni directa ni por medio de representantes elegidos libremente— no pueden ser admitidos en la Comunidad

Sin embargo esta era flexible y ambigua como demostró los distintos acuerdos con Grecia y con las antiguas colonias africanas realizados previamente a la petición española.
Así, el 14 de febrero de 1964, el embajador español ante la CEE Carlos Miranda y Quartín (conde de Casa Miranda) recordó la carta anterior y solicitó conversaciones con la Comunidad. En esta ocasión el Consejo con fecha del 2 de julio autorizó a la Comisión para realizar estas conversaciones exploratorias que se iniciaron el 9 de noviembre de 1964. El 23 de noviembre de 1966 la Comisión realizó un detallado informe de las conversaciones en la que aconsejaba para integrar la economía española en la comunitaria una fórmula aduanera en dos etapas. Llevada al Consejo de Ministros no la aprobó y el 11 de julio de 1967 estableció, con los grupos de trabajo, un mandato de negociación. 
La posición española respecto a la integración europea era de desconfianza, ya que chocaba con el nacionalismo español imperante en aquellos momentos y una no prevista democratización exigida. Dado que el régimen franquista no podía sobrevivir aislado, había iniciado una liberalización económica en 1959 con el Plan Nacional de Estabilización Económica. En todo caso para la Comunidad, España no era una prioridad con respecto a la negociación de nuevas candidaturas, ya que era la planteada por el Reino Unido la que sí lo era y la que repercutió en gran medida en la candidatura española. Las diferencias entre los estados miembros también eran importantes, así Bélgica (en la que destacó la postura del presidente socialista Paul-Henri Spaak) e Italia que no admitían a la España de Franco como Estado asociado; la de Alemania Federal y Francia que eran favorables; y la postura indefinida de Países Bajos y Luxemburgo. Entre estos condicionantes eran significativas las protestas de la izquierda europea para no entablar relaciones con un gobierno que no respetaba los derechos humanos.
Por todo ello la solución política que se dio fue la de realizar una negociación con finalidad únicamente económica y que llevó a la firma de un Acuerdo Preferencial rubricado el 29 de junio de 1970, que suponía una reducción de los aranceles entre la CEE y España. En el mismo se contemplaba unas rebajas hacia España del 21% en productos agrícolas y del 53% en los industriales y de forma recíproca del 13% y 22% respectivamente. Este fue ampliado el 29 de enero de 1973 con un Protocolo.

### Solicitud de adhesión
Durante la transición política se realizó una nueva solicitud del Gobierno de España, presidido por Adolfo Suárez, el 26 de julio de 1977. Tras ella, la Comisión aprobó iniciar las negociaciones de adhesión el 29 de noviembre de 1978, que empezaron el 5 de febrero de 1979. Se trataba de una decisión política para fortalecer a las incipientes democracias de Grecia, Portugal y España, pero que entrañaba importantes dificultades económicas dado el menor desarrollo de estos estados del sur de Europa y que suponía que la CEE pasaba a tener 329 millones de habitantes, lo que conllevaba cambios institucionales y económicos de calado.
Al mismo tiempo desde el inicio de esta nueva solicitud, entre 1977 y 1980, España tuvo que ir cumpliendo varios de los requisitos para esta adhesión en relación con los comunes valores europeos y el respeto de la dignidad de la persona:
- Ratificó los Pactos Internacionales de Derechos Civiles y de Derechos Económicos y Culturales de las Naciones Unidas.
- Ingresó en el Consejo de Europa (organismo diferente de la Comunidad Europea), donde firmó el Convenio Europeo para la Protección de los Derechos Humanos y las Libertades Fundamentales. También suscribió la Carta Social Europea y reconoció la competencia de la Comisión Europea de Derechos Humanos para tramitar demandas de particulares.[11]

### La negociación de adhesión

#### Gobierno de UCD

Proceso de ampliación de lo que inicialmente fue la Comunidad Económica Europea y posteriormente la Unión Europea.

A pesar de que ninguno de los nueve estados que formaban entonces la CEE se opuso a la ampliación las negociaciones se prolongaron durante más de seis años, hasta marzo de 1985. Mientras que las de Grecia finalizaron mucho antes, firmando en mayo de 1979 e ingresando el 1 de enero de 1981. La Comunidad Europea entonces estaba formada por los seis estados veteranos: República Federal de Alemania, Bélgica, Francia, Italia, Luxemburgo y Países Bajos; y también los incorporados en 1973, Dinamarca, Irlanda y Reino Unido. 
Las negociaciones se iniciaron en Bruselas el 5 de febrero de 1979 con Jean François-Poncet siendo el presidente del Consejo, y a la que acudieron por parte española Leopoldo Calvo-Sotelo, como ministro para las Relaciones con las Comunidades Europeas, y Marcelino Oreja, como ministro de Asuntos Exteriores. en aquellos momentos las dos partes se encontraban en una situación de cambio, tanto la Comunidad que se encontraba en un profundo proceso transformador, al mismo tiempo que España donde las fuerzas políticas tratan de reformar el sistema político para conseguir un régimen democrático. En España existía unanimidad de las fuerzas políticas para el ingreso en la CEE, algo que no ocurría con otras posiciones en política exterior con fuertes discrepancias en la relación con EE. UU. y el ingreso en la OTAN y las relaciones con el tercer mundo (especialmente con los países árabes e iberoamericanos).
En relación con la negociación económica, la producción agrícola española suponía incrementar un tercio la producción Comunitaria, con grandes excedentes de vino, frutas y legumbres y que competían con la producción de Francia e Italia. Por otra parte, la industria siderúrgica y la producción textil eran competitivas aunque menos que la comunitaria, pero suponía que existían reticencias en los nueve. El resto de la industria estaba integrada por pequeñas y medianas empresas que habían sido muy protegidas hasta entonces, no siendo problemáticas. El sector industrial, con décadas de proteccionismo, dado su peso en el PIB y en el empleo, era clave para el éxito económico de
la adhesión que técnicamente era más fácil que el agrícola, ya que se aplicaban unas pocas reglas de carácter general, que fue totalmente diferente a este que debía de hacerse casi producto
a producto y con elevada carga política.
Posteriormente cuando Calvo-Sotelo pasó a la Vicepresidencia económica, el 8 de septiembre de 1980, fue nombrado Eduardo Punset como ministro para las Relaciones con las Comunidades Europeas, por poco tiempo ya que este ministerio desapareció el 27 de febrero de 1981, para ser asumido por el Ministerio de Asuntos Exteriores creándose en su seno una Secretaría de Estado para las Relaciones con las Comunidades Europeas que pasó a desempeñar el hasta entonces Embajador de España ante la Comunidad, Raimundo Bassols. En esta época se mantenía un ritmo mensual en las negociaciones. El avance de las negociaciones están condicionadas a la resolución de los problemas internos de la Comunidad, como resaltó el presidente francés Giscard d'Estaing en una declaración efectuada el 5 de junio de 1980. Por lo que la negociación se circunscribía a lo que no estaba afectado por la reforma. Tras el Golpe de Estado en España de 1981, el 23 de febrero, el Parlamento Europeo solicitó el 11 de marzo una aceleración de las negociaciones de adhesión para estabilizar la incipiente democracia.
Tras este el fallido Golpe de Estado en marzo de 1981 Leopoldo Calvo-Sotelo sucedió a Adolfo Suárez. Unión de Centro Democrático, el partido político que sustentaba el poder se encontraba en descomposición. La política exterior, quedó centrada en la adhesión de España a la Alianza Atlántica (OTAN), dividiendo radicalmente a las fuerzas políticas españolas, al contrario de lo que sucedía con la integración en la Comunidad. La Guerra de Las Malvinas entre el Reino Unido y Argentina (abril-mayo de 1982) significó marcadas diferencias entre las posturas de apoyo de los diez estados comunitarios con la postura británica y la indefinición del español.
En el verano de 1981 volvió a decaer el ritmo en la negociación fundamentalmente por la petición francesa de un compromiso firme y preciso para la introducción del Impuesto sobre el Valor Añadido que se debía adoptar en el sistema fiscal español (como muy tarde en el momento de la adhesión, si no era antes). Durante el otoño el Parlamento Europeo se reafirma en la dimensión política del proceso de ampliación, y recomienda al Consejo Europeo y al Consejo de Ministros la adopción de la fecha del primero de enero de 1984 como la más tardía para la adhesión de España y Portugal a la Comunidad

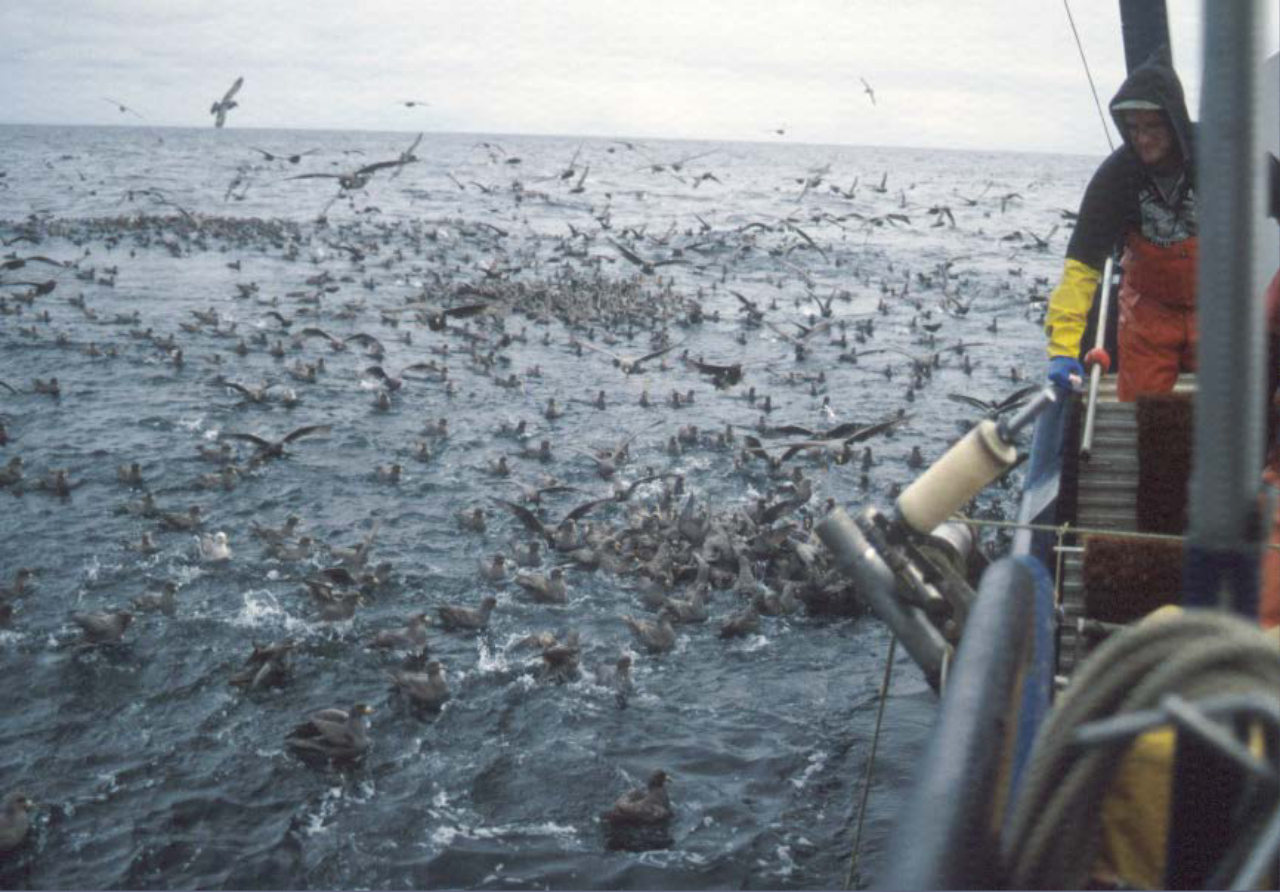
La pesca, integrada en el mismo paquete que la agricultura, fue una de las duras batallas en las negociaciones de integración.

#### Gobierno del PSOE
Tras las elecciones del 28 de octubre de 1982 el Partido Socialista Obrero Español ganó con mayoría absoluta y tomó las riendas del Gobierno. Previamente, al inicio del mismo mes de octubre, el gobierno anterior de la UCD desmanteló otro golpe de Estado. A partir de entonces las negociaciones estuvieron en manos del Presidente Felipe González, con Fernando Morán en la cartera de Exteriores y Manuel Marín —ex secretario de Estado de Pesca— como encargado de las relaciones con las Comunidades Europeas. Esto supuso, también una mejor sintonía y un cambio de postura con Francia que en 1981 ostentaba la presidencia el también socialista François Mitterand.
Desde 1981 el Banco Europeo de Inversiones había iniciado la concesión de importantes préstamos a España para facilitar una adaptación de sus estructuras, que inicialmente se preveía finalizar en la fecha antes referida del 1 de enero de 1984, pero que fue sucesivamente postergada por los estados miembros, especialmente por Francia, que ante la competencia de los productos españoles, presionaron para revisar la Política Agrícola Común (PAC) previa al ingreso. Al mismo tiempo La CEE por razones presupuestarias continuaba una crisis interna que dificultó y prolongó estas negociaciones. Existían dos capítulos, agricultura y pesca, que prácticamente no habían sido abordados, por las reformas internas de la Comunidad. La negociación de adhesión coincidió en el tiempo con la dura reconversión industrial de los sectores siderúrgico, naval, bienes de equipo, etcétera, que precisaron de importante cantidad de dinero público.
Se estaban dejando para el final de la negociación la concreción de los períodos transitorios que fuera necesario pactar. En todo caso la negociación tenía un carácter global que implicaba que los posibles acuerdos parciales a los que se llagaran en los diferentes capítulos quedaban subordinados al resultado último y global.
Otro intento del Consejo Europeo para relanzar la reforma, que se vinculó al ingreso de España y Portugal, se realizó en la reunión de Stuttgart el 17-19 de junio de 1983. En la misma se planteó la reforma de la Política Agrícola Común, la reforma de los Fondos estructurales, la instrumentación de nuevas políticas comunitarias y el incremento de los recursos propios. 
Finalmente las resistencias de los miembros de la CEE se lograron vencer cuando Felipe González aceptó ante el canciller Helmut Kohl de la República Federal de Alemania, el compromiso de la defensa occidental, con la aceptación de misiles estadounidenses en territorio de los miembros de la CEE, lo que suponía un vínculo entre la pertenencia a la Comunidad Europea y la alianza político-militar con los EE. UU. Este giro supuso que el gobierno del Partido Socialista Obrero Español diera su apoyo a la permanencia en la OTAN, que se ratificaría en un referéndum que se realizó en marzo de 1986, una vez que España había ingresado en la CEE.
El 29 de marzo de 1985, durante la presidencia italiana del Consejo de Ministros presidida por Giulio Andreotti, se finalizaron las negociaciones de ingreso, aunque quedaron algunos asuntos pendientes, denominados "flecos", y que no se lograron cerrar hasta el 6 de junio de 1985. Precisaron 61 rondas, de ellas 29 a nivel ministerial para lograr el acuerdo final, con negociaciones maratonianas hasta altas horas de la noche (esto daba ventaja a la delegación española, según la que entonces era ministra y que posteriormente fue primera ministra francesa, Édith Cresson).
Manuel Marín en la etapa final de estas duras negociaciones declaró:

España no está dispuesta a romper la baraja, pero tampoco aceptará entrar en la comunidad firmando un tratado que pueda crear una situación de inferioridad insuperable en el futuro
Manuel Marín. Secretario de Estado para las Relaciones con la Comunidad Europea. 17 de febrero de 1985.

De forma global la productividad española era aproximadamente la mitad de la de la CEE y en muchos sectores un tercio del de la Alemania Federal. Entre los acuerdos se establecieron 10 años de transición para la agricultura en general, unas ayudas de adaptación para la remolacha en particular, además de unas cuotas a la exportación para la leche, carne de vacuno y cereal, y dada la peste porcina africana que contaminaba el sector se consideró un sistema especial de regulación del mercado para el mismo. En la agrícola se pasó de un sistema intervenido y protegido por España a otro por la Comunidad con técnicas distintas, y en un mercado de mayor dimensión, pero sin liberarlo. Se programó una desaparición progresiva de los aranceles para los productos agrícolas generales. El libre comercio de frutas, hortalizas y aceite de oliva se retrasó hasta 1996 y la posibilidad de pescar en caladeros comunitarios se fechó en el 2003. Por su parte España consiguió plazos largos para la disminución arancelaria en el sector industrial, para el establecimiento de entidades bancarias y de seguros y para la liberalización de los monopolios fiscales, como el petróleo o el tabaco.
Se mantuvo una restricción a la libre circulación de nuevos trabajadores españoles durante siete años (diez años en el caso de Luxemburgo).
En el Acta de Adhesión hay pocos referentes a aspectos de las relaciones con América Latina, con la aplicación progresiva del Sistema de Preferencias Generalizadas del artículo 178 del Tratado de adhesión (que priorizaba las relaciones de la Comunidad con los llamados Países ACP: África, Caribe y Pacífico, concediéndoles un tratamiento preferencial). Explícitamente se hace una Declaración común de intenciones relativa al desarrollo y a la intensificación de relaciones con los países de América Latina y, la "Declaración del Reino de España sobre América Latina". Se recogen también excepciones para productos que España importa como el tabaco, cacao y café.
La negociación de la adhesión de Portugal fue paralela e independiente a esta, y con soluciones diferentes. Finalmente faltaba resolver la relación durante sus períodos transitorios entre estos dos Estados que se iban a incorporar. Se realizó un acuerdo entre ambos de forma bilateral, que después fue asumido por la Comisión Europea.
En esta integración se plantearon tres casos particulares, Canarias, Ceuta y Melilla. Las dos ciudades del norte de África mantendrían las exenciones de impuestos y aranceles anteriores. El archipiélago en el acuerdo quedó excluido de la unión aduanera, de las políticas agrícolas comunitarias y de la obligatoriedad del IVA. Sin embargo este fue rechazado por el Parlamento Canario, el 22 de junio de 1985, es decir tras la firma del Acta, por lo que precisó de negociaciones posteriores, algo que era posible ya que sobre temas concretos el Acta de Adhesión permitía modificar las condiciones de integración.

### La firma

La bandera de la Comunidad Europea. Comparte este símbolo con el Consejo de Europa que agrupa a casi todos los estados de Europa.

El acta de adhesión de España a las Comunidades Europeas se firmó en Madrid, el 12 de junio de 1985 por el presidente del gobierno Felipe González en el Salón de Columnas del Palacio Real. Estuvieron también presentes el ministro de Asuntos
Exteriores Fernando Morán, el secretario de Estado de Relaciones con las Comunidades Europeas Manuel Marín, y el embajador representante permanente
ante las Comunidades Europeas Gabriel Ferrán.

España aporta su saber de nación vieja y su entusiasmo de pueblo joven con la convicción de que un futuro de unidad es el único posible.

El ideal de la construcción europea es más válido que nunca, porque nos lo impone las exigencias del mundo de hoy, y más aún el de mañana
Felipe González. Presidente del Gobierno de España. 12 de junio de 1985.

El mismo día se realizó un acto similar en Lisboa ratificando la incorporación de Portugal.
Unos días después de esta firma, el 28 y 29 de junio de 1985, el Consejo se reunió en Milán para iniciar la reforma de la CEE que llevaría al Acta Única Europea en febrero de 1986.

## El texto
El texto se inicia con un esbozo de la situación económica tanto de la Comunidad, como de España, y señala las áreas más problemática en la adhesión en la industria, agricultura y pesca. Se relatan también aspectos sociales, regionales y de relaciones exteriores.
En una segunda parte se detallan todos los puntos, que se describen con algunos datos destacados:
- Unión aduanera.
  - El Acuerdo Comunidad Económica Europea-España.
  - Reasunción del Arancel Común de Aduanas y de la legislación aduanera.
  - Aplicación territorial de la Unión Aduanera.
- Agricultura y pesca.
  - Agricultura: la entrada de España suponía un incremento del 30% de su superficie agrícola, del 31 % de su población agrícola y del 31 % del número de sus explotaciones. 
    - Estructuras: La estructura era menos eficiente que la Comunitaria, con una balanza comercial deficitaria.
    - Producción: la producción agrícola española era el 9% (4% en la Comunidad) de su PIB y ocupaba al 20% (8% en la Comunidad) de la población activa.
    - Potencialidades: se daban buenas posibilidades para mejorar. Las mejores bazas se encuentran en los productos en los que se dan excedentes (agrios, frutos frescos, legumbres frescas, aceite de oliva, arroz, trigo candeal y vino) con posibilidades de revalorizarse. Por otra parte existía déficit de otros (cebada, maíz, aceites y grasas vegetales, huevos y carnes bovina, de cerdo y de ave). Se crearían excedentes en que la Comunidad era suficiente (vino, aceite de oliva y algunas frutas y verduras) y por el contrario se colocarían en España otros excedentes (lácteos y carnes).
    - Precios.

  - Pesca: La flota pesquera española ocupaba el primer lugar de Europa y la tercera del mundo. Su tonelaje bruto representaba las dos terceras partes de la flota comunitaria.
- Industria y energía.
  - Industria.
    - Siderurgia: con una competitividad inferior a la Comunitaria. Con problemas de reestructuración tanto en España como en la Comunidad.
    - Construcción naval: Los astilleros españoles ocupan el tercer puesto en la producción mundial con un nivel de competitivo alto. Es otro sector en reestructuración tanto en España como en la Comunidad.
    - Textiles: también en reconversión en ambas comunidades. Es similar a la de Italia y Reino Unido, pero inferior al resto.
    - Calzados: es considerado competitivo
    - Automóvil: se considera que la producción puede ser asumida por la demanda interna dado que tenía un déficit en motorización.
    - Cerámica: considerada muy competitiva.

  - Energía: con mayor dependencia que la Comunidad.
    - Energía nuclear: existía un plan de construcción de centrales nucleares.
    - Combustibles sólidos.
    - Hidrocarburos: la capacidad de refinación de petróleo aumetaría los excedentes existentes en la Comunidad.
    - Gas.
    - Nuevas energías.
    - Tratado de no proliferación.
- Aspectos sociales y circulación de los trabajadores. 
  - Aspectos sociales.
  - Libre circulación de los trabajadores: se consideró que existía riesgo de emigración desde España.
- Aspectos regionales: conllevaba el aumento de la proporción de regiones menos desarrolladas.
- Relaciones exteriores.
- Bancos y Seguros.
  - Bancos.
  - Seguros.
- Transportes.
- Competencia y ayudas.
  - Reglas aplicables a las empresas.
  - Ayudas acordadas por los Estados.
  - Monopolios de Estado.
  - Empresas públicas.
- Fiscalidad.
- Presupuesto comunitario.
  - Integración del aspecto de los recursos.
  - Incidencia financiera global.
- Otras políticas comunitarias.

## Los acuerdos políticos
Tras el ingreso de España, se produjeron cambios institucionales para acomodar la representación española:
- En el Consejo: España, que era el quinto país más poblado de la Comunidad, obtuvo ocho votos en el Consejo, frente a los diez que tienen los cuatro más poblados. La mayoría cualificada quedó establecida en 54 votos.
- En la Comisión: España tenía dos de los 17 comisarios a los que pasó a tener la Comisión Europea. Los primeros fueron Manuel Marín y Abel Matutes.
- En el Parlamento: 60 eurodiputados sobre un total de 518 escaños fueron para España. Las primeras elecciones deberían realizarse en un plazo de dos años. Estas se celebraron el 10 de junio de 1987. Hasta entonces sería España representada en el Parlamento Europeo mediante 60 delegados elegidos de forma proporcional de los parlamentarios (diputados y senadores) de cada partido.
- En el Tribunal de Justicia de las Comunidades Europeas: el número de Jueces pasó de 11 a 13, y el número de Abogados Generales de 5 a 6.
- En el Comité Económico y Social: España contó con 21 miembros.
- En el Tribunal de Cuentas: Se fijó un representante de cada uno de los estados miembros.
- En el Banco Europeo de Inversiones: Se pasó de cinco vicepresidentes a seis. Esta nueva Vicepresidencia la compartieron España y Portugal. En el Consejo de Administración, a España le fueron asignados dos puestos y uno a Portugal. El suplente lo debían de compartir estos dos estados. El Gobernador español del Banco es el vicepresidente segundo y ministro de Economía.

## Desarrollo económico tras el ingreso

### En los primeros cinco años

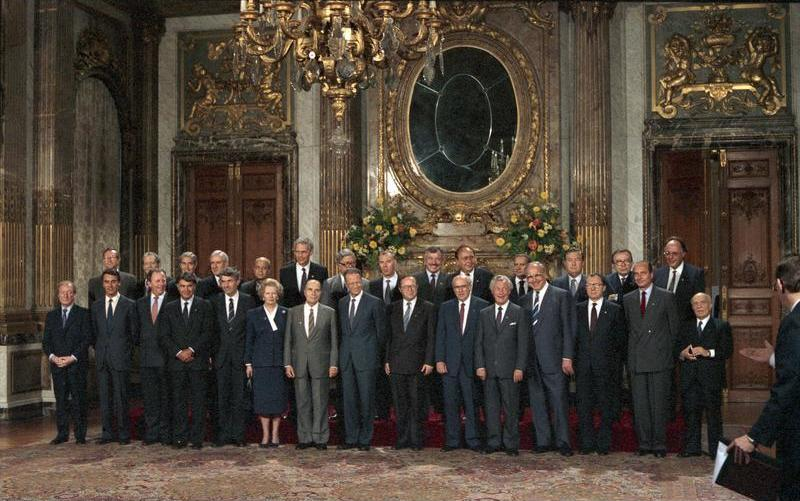
Foto de familia de la cumbre europea celebrada en Bruselas en junio de 1987. Felipe González es el cuarto por la izquierda de la primera fila.

La economía española tras el ingreso creció a un ritmo superior al registrado en los otros once Estados miembros. En 1985 el producto interior bruto (PIB) era de 164.250 millones de dólares y en 1989 (tras cuatro años en la CEE) se multiplicó por 2,3 veces y pasó a 379.360 millones de dólares. La Renta per cápita pasó de 4.290 a 9.330 dólares. La inversión en el sector industrial se mantuvo por encima del 10%. Esto fue especialmente significativo en las tres comunidades autónomas (Andalucía, Extremadura y Castilla-La Mancha) donde existían producciones agrícolas de carácter extensivo. Por otra parte las producciones ganaderas de las comunidades del norte son las que sufrieron un efecto más negativo por la alta competencia.

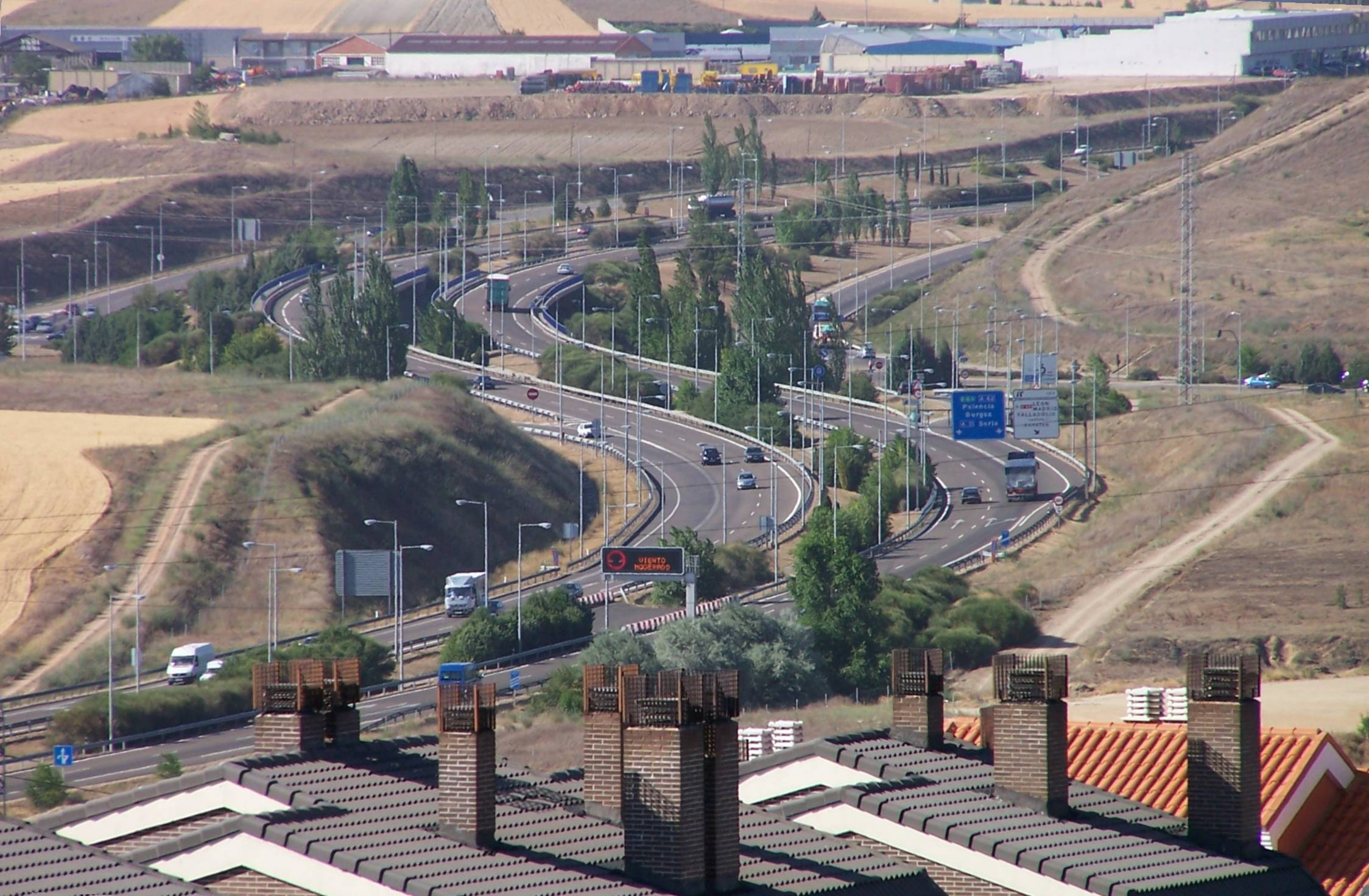
El 40% de las autovías españolas, como otras infraestructuras de los últimos años, se deben a las ayudas directas provenientes de la Unión Europea.

La flota pesquera en los años 70 había llegado a ser la cuarta a nivel mundial (tras la URSS, Japón y EE. UU.), sin embargo en esta década se inició una significativa caída tras la adopción de las 200 millas de mar patrimonial de los países del Mediterráneo y del Atlántico. Esto llevó de tener una balanza positiva de 39 millones de dólares en 1978 a un saldo negativo de 228 millones de dólares en 1982. En el tratado de adhesión España debía de cumplir una serie de limitaciones y controles hasta 1996. Aunque el primer año del ingreso se produjo una recuperación de la producción pesquera, no se rompió la tendencia descendente.
En cuanto a la industria se produjo una modernización con inversiones extranjeras y utilización de nuevas tecnologías. Los sectores más dinámicos como el textil, automotriz, construcción naval y siderurgia tuvieron menos obstáculos de los esperados.
Las tasas de desempleo que en los años 80 estaban con cifras de dos dígitos llegando a estar por encima del 20%. Para 1991 se encontraba en el 16%. El déficit comercial se triplicó entre 1986 y 1991, se compraba del exterior más de lo que se exportaba.

### En un periodo de quince años

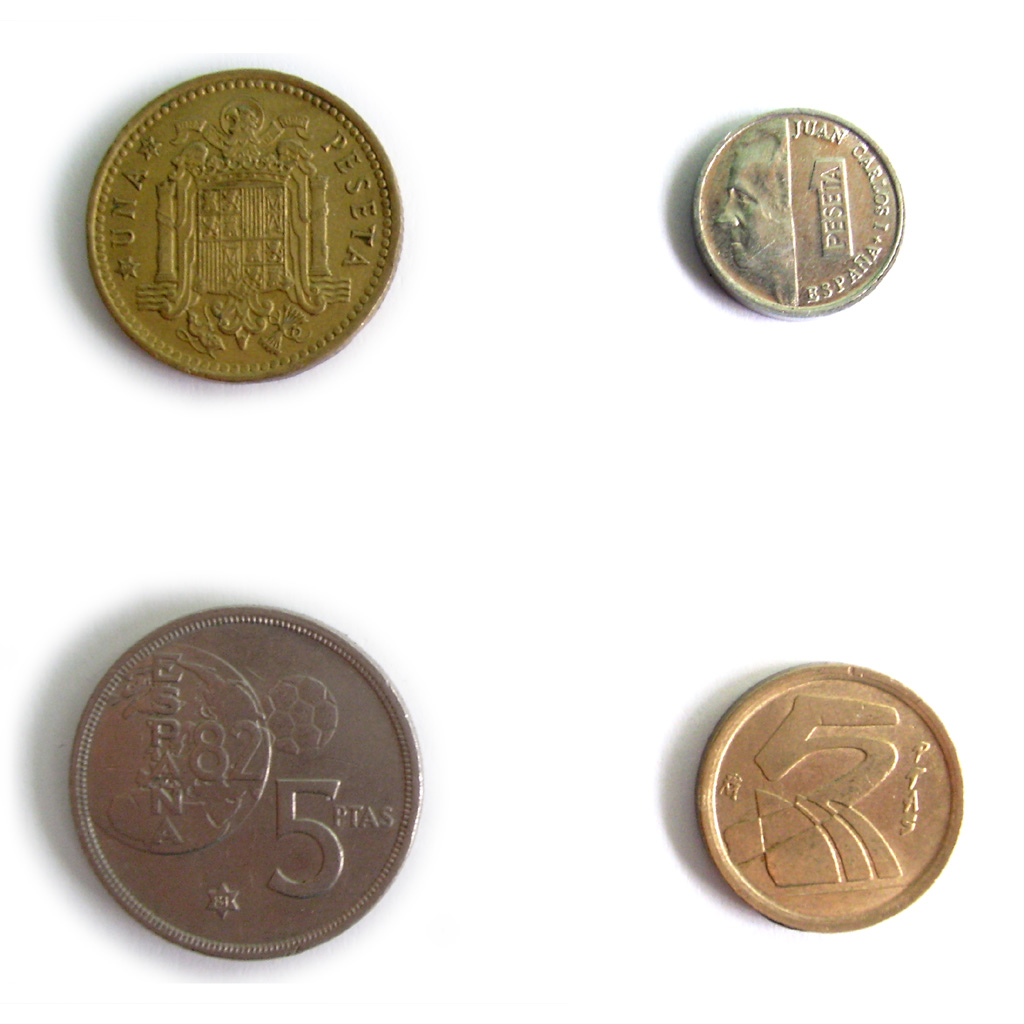
El valor de la peseta al igual que su tamaño físico fue disminuyendo hasta su sustitución física por el euro.

Esta entrada supuso en un balance de quince años uno de los principales motores en la economía española. En cuanto al flujo comercial, la suma de exportaciones e importaciones que en 1986 era de un 35,9% pasó en el año 2000 al 62,2%. Por otra parte se incrementó la inversión extranjera directa en España del 1,4% al 6,6% del PIB, y la inversión de España en otras zonas del mundo aumentó desde el 0,2% al 9,6% del PIB. Esto fundamentalmente fue tras compartir el patrón macroeconómico de los demás miembros de la unión monetaria, es decir la economía española, que había sido tradicionalmente importadora de capitales, pasó a ser exportadora neta de los mismos. En este período se produjo un incremento sostenido de la población activa en España y que fue superior al registrado en la UE, que solo se interrumpió en la recesión de 1992-1993. No obstante, en el mercado laboral siguió con varios aspectos negativos, como fueron las elevadas tasas de temporalidad y de rotación del empleo, los altos niveles de paro femenino, juvenil y con baja cualificación.
Los criterios para la convergencia económica para la unión monetaria del Tratado de la Unión Europea —en Maastricht el 7 de febrero de 1992, donde la CEE pasó a ser la Comunidad Europea— fue determinante en la transformación de la economía española que la hizo una de las más competitivas de Europa. Este ajuste se realizó fundamentalmente en los años 1997 y 1998, en los que había crecimiento económico acompañado de creación de empleo. Además en esta etapa se logró una estabilización de los precios.

### En veinte años
En veinte años los fondos recibidos desde la ahora Unión Europea (UE) fueron del 0’8% del PIB anual español. La renta per cápita paso del 68% de la media comunitaria en 1986, a un 89,6% en una Europa de los 15 más ricos y a un 97,7% de los 25 de la UE. Estas ayudas directas de la UE crearon aproximadamente 300.000 empleos anuales, con grandes infraestructuras realizadas a lo largo de estos años como las autovías (el 40% de ellas), ampliaciones de aeropuertos, metros, puertos y otras obras públicas. Por otra parte, el 90% de la inversión que se hacía en España en el 2006 es de la UE.
Dentro de España el crecimiento fue más acusado en la comunidad de Madrid donde aumentaron más de 30 puntos su índice en las dos últimas décadas, por encima de la media europea, al igual que la Comunidad Foral de Navarra, la comunidad autónoma del País Vasco, las Baleares y Cataluña.
Cuando se realizó el tratado de Maastricht en 1992 se crearon unas condiciones de convergencia en las que España no parecía que pudiera entrar en la primera fase del euro. Desde entonces, por el gobierno del PSOE y continuado por el Partido Popular cuando asumió el Gobierno en 1996, se realizó una política de control de la inflación, los tipos de interés a largo plazo y del déficit público, que llevó a que en 1998 se lograra cumplir dichos criterios.
El 1 de enero de 1999 se inició la tercera fase de la Unión Económica y Monetaria Europea en la que el euro —inicialmente denominada ECU— se convirtió en la moneda de España, junto a otros estados de la eurozona, aunque la sustitución física de la peseta fue en el primer semestre de 2002.

## Aspectos políticos tras el ingreso
El desarrollo autonómico se realizó al mismo tiempo que el de la integración europea. Para 1988 Europa se aleja de ser un mero ente económico y en 1989 se formula la construcción del Espacio social Europeo con el planteamiento de la participación de todos los ciudadanos de la Comunidad en las elecciones locales.

### Permanencia en la OTAN
La OTAN había vetado el ingreso de España por su incompatibilidad con el franquismo. Este veto no se debía a la condición dictatorial del régimen, ya que con Portugal primero y luego Grecia y Turquía formaron parte con esos sistemas, sino que no se perdonó la relación pro Eje en la Segunda Guerra Mundial. Cuando se inició la transición española las facilidades de ingreso en esta organización eran máximas, todo lo contrario comparadas con las pegas para el ingreso en la CEE. La sociedad española no tenía interés en este ingreso, ya que en la misma predominaban actitudes antimilitaristas y antiamericanas. Los debates en la opinión pública y en la clase política se mantuvo en términos ideológicos, mientras que para la OTAN el interés era estratégico pues el enclave de la península ibérica es una vital ruta comercial y de comunicación, con un territorio montañoso que serviría de refugio en caso de guerra convencional y muchos kilómetros de costa que dan apoyo a las posibles operaciones navales y además tenía en cuenta las estratégicas islas Canarias y Baleares. La UCD y el presidente de gobierno Adolfo Suárez eran favorables al ingreso, porque, dada su situación geográfica, sería imposible la neutralidad en caso de conflicto con la entonces URSS y pensando en la modernización de las Fuerzas Armadas en el terreno técnico e ideológico (en las que dominaba una desconfianza del sistema democrático). También se pensó para incluir la utilidad en una hipotética protección de las ciudades norteafricanas Ceuta y Melilla (pretendidas por Marruecos, protección que siempre ha excluido la OTAN) y facilitar la posible recuperación de Gibraltar (que la OTAN nunca admitiría que saliera de su órbita) y finalmente se ligó para la integración en la CEE.
Tras el golpe de Estado de 1981 se priorizó esta entrada por el gobierno de Leopoldo Calvo-Sotelo, realizando el ingreso. Entonces Felipe González desde la oposición defendió una postura contraria y solicitó un referéndum. Cuando González llegó al gobierno, tras otra avanzada conspiración para dar otro golpe de Estado en 1982 que se produjo a pesar de estar integrados en la OTAN, se encontró unas negociaciones de ingreso en la CEE estancadas y que solo se lograron desbloquear al ligarlas con el apoyo a esta permanencia. Ésta la limitó a una participación en el Comité Militar y pidió cumplir con el referéndum prometido, condicionándolo a que sería más fácil de ganarlo si España ya se encontraba integrada en la Comunidad Europea. En 1985 se produjo otra conspiración golpista proyectada para el día 2 de junio, es decir, para las vísperas de la firma de este tratado.
Felipe González, para cumplir el compromiso de permanencia en la OTAN, a la que se ligó para avanzar en las negociaciones de integración, sustituyó en el Ministerio de Exteriores a Fernando Morán por el más atlantista Fernández Ordóñez, y convocó para el 12 de marzo de 1986 el prometido referéndum apoyándolo activamente. El resultado del Referéndum sobre la permanencia de España en la OTAN fue favorable de forma global y en casi todas las provincias, con excepción de nueve provincias en que el resultado fue negativo: en las de la C A País Vasco, en la C F Navarra, en las de Cataluña y en la de Las Palmas de Canarias. 
Tras la entrada en la actual Unión Europea, no se conoce de forma pública que se haya producido ninguna otra conspiración de las Fuerzas Armadas contra el poder civil constituido. Aunque el producido en las vísperas a este tratado fue mantenido en secreto, sin detener ni investigar a los culpables.

### Canarias

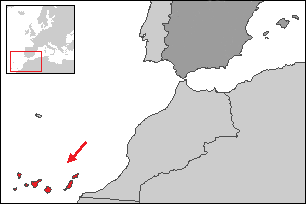
La ubicación africana de Canarias, alejada y dispersa en varias islas llevó a que sus condiciones de integración en la CEE se prolongaran más allá del ingreso oficial.

Durante las negociaciones de integración existía unanimidad en que el archipiélago canario debía ser un punto y aparte dada su ubicación africana y para mantener las peculiaridades históricas, de política económica y fiscal. Esto fue asumido por los negociadores españoles y de la Comunidad que ya había considerado situaciones especiales con anterioridad, como son los territorios de ultramar, las islas Feroe, isla de Man o Groenlandia. Sin embargo en el archipiélago las posiciones en cuanto a la forma e intensidad llegaron a ser muy variadas e incluso antagónicas, marcada también por la asociación entre el ingreso en la OTAN con el ingreso en la CEE. La posición del gobierno de Canarias, el socialista, Jerónimo Saavedra era la de una unión a la Comunidad pero sin Unión Aduanera y sin IVA. El 1 de diciembre de 1983 el Parlamento Canario aprobó una directriz en la que era partidaria de la adhesión pero con negociaciones específicas, que tuvieran salvedades económicas y fiscales, que protegiera determinados sectores productivos y que asegurara la inversión de fondos estructurales.
El 22 de junio, tras la firma del Acta, el Parlamento Canario se reunió y rechazó el acuerdo alcanzado con respecto a Canarias, por no respetar lo aprobado en 1983, porque afectaba negativamente a la agricultura y la pesca y no contemplar el régimen económico y fiscal.
Esto supuso continuar las negociaciones, puesto que según el Acta de adhesión la CEE permitía modificar las condiciones de integración. A finales de 1989 el Parlamento Canario aprobó un cambio de relaciones con la CE que Francisco Fernández Ordóñez, Ministro de Asuntos Exteriores inició en 1990 el proceso de revisión. En diciembre de 1990 la Comisión de las Comunidades Europeas decidió la modificación de una serie de medidas de la política agrícola y pesquera de la Comunidad, de la unión aduanera y régimen fiscal que implicaba un calendario pactado y una implantación progresiva. Así mismo se elevaba al Consejo un Programa de Opciones Específicas para las Islas Canarias (POSEICAN). Estas medidas fueron debatidas y modificadas por el Parlamento de Canarias en marzo de 1991 y pasarían a constituir las bases jurídicas de la relación de Canarias con la UE. Son medidas complementarias y compromisos financieros por ser considerada una región ultraperiférica (junto con los departamentos franceses de ultramar, Madeira y Azores) por lo que presentan unas condiciones especiales con preferencia en diversos ámbitos: transporte y comunicaciones; fiscalidad; ayudas sociales; investigación y desarrollo y la protección del medio ambiente. Además se aprobó un Régimen Específico de Abastecimiento REA, dada las dificultades para el mismo.

### La lucha contra ETA
Tras la entrada de España en la CEE una de las modificaciones políticas que se produjeron fue el cambio en el combate contra la organización ETA (muy activa durante la transición política, que producía muchas víctimas mortales), tanto desde la estrategia aplicada en España como la de los Estados europeos, especialmente de Francia. En 1986 se dio por terminada el empleo del terrorismo contraterrorista, que en la última etapa, la de los años 1980 fue mediante el GAL (la última víctima fue en 1987), pero que con otras denominaciones se estaba realizando con anterioridad, con numerosas víctimas mortales.[cita requerida]
A partir de entonces se descarta la utilización de la guerra sucia y se plantea desde el ámbito judicial, policial y de la negociación. Francia comenzó con una colaboración activa con extradiciones de etarras que obligó a otros a escapar a Sudamérica y Argelia. En todo este período se han combinado las acciones policiales (con acciones muy significativas como los apresamientos de su cúpula dirigente), con cambios legislativos (Ley de Partidos, endurecimiento del código penal) y de su aplicación judicial, con diversos episodios negociadores. Estas acciones también fueron dirigidas a organizaciones consideradas pertenecientes de su entono, como fue la que llevó a la ilegalización de Batasuna en el 2003 (judicialmente se había iniciado esta ilegalización en el 2002) y la misma negociación con ella previa a la tregua del 2006. Las negociaciones más significativas con treguas de ETA fueron tres —1989, 1998 y 2006— sin embargo, existieron contactos, algunos con treguas no hechas públicas en 1988, 1992 y 1995.

### Sentimiento europeo
Sin duda la entrada de España en la CEE supuso el fin de la marginación política por parte del resto de los Estados europeos. Los españoles, en los primeros años, entre 1986-1991 tuvieron un sentimiento europeo muy alto, en las encuestas se sentían más europeos que el resto de los habitantes de la Comunidad. A partir de 1992, este sentimiento se normalizó y desde entonces se producen los habituales altibajos.

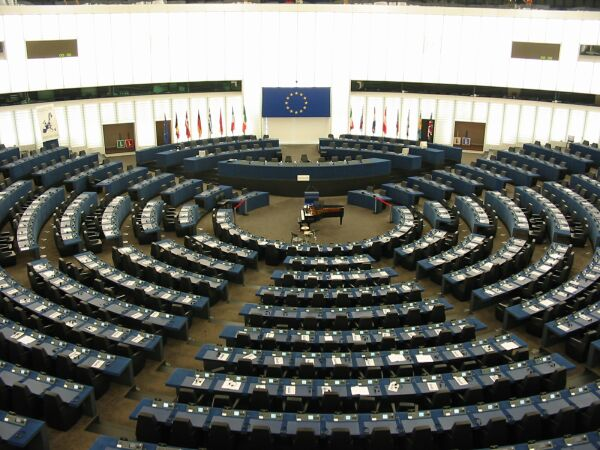
Interior de la sede plenaria del Parlamento Europeo en Estrasburgo. La participación en la elección de sus representantes es cada vez menor, tanto en España como en el resto de la Unión Europea.

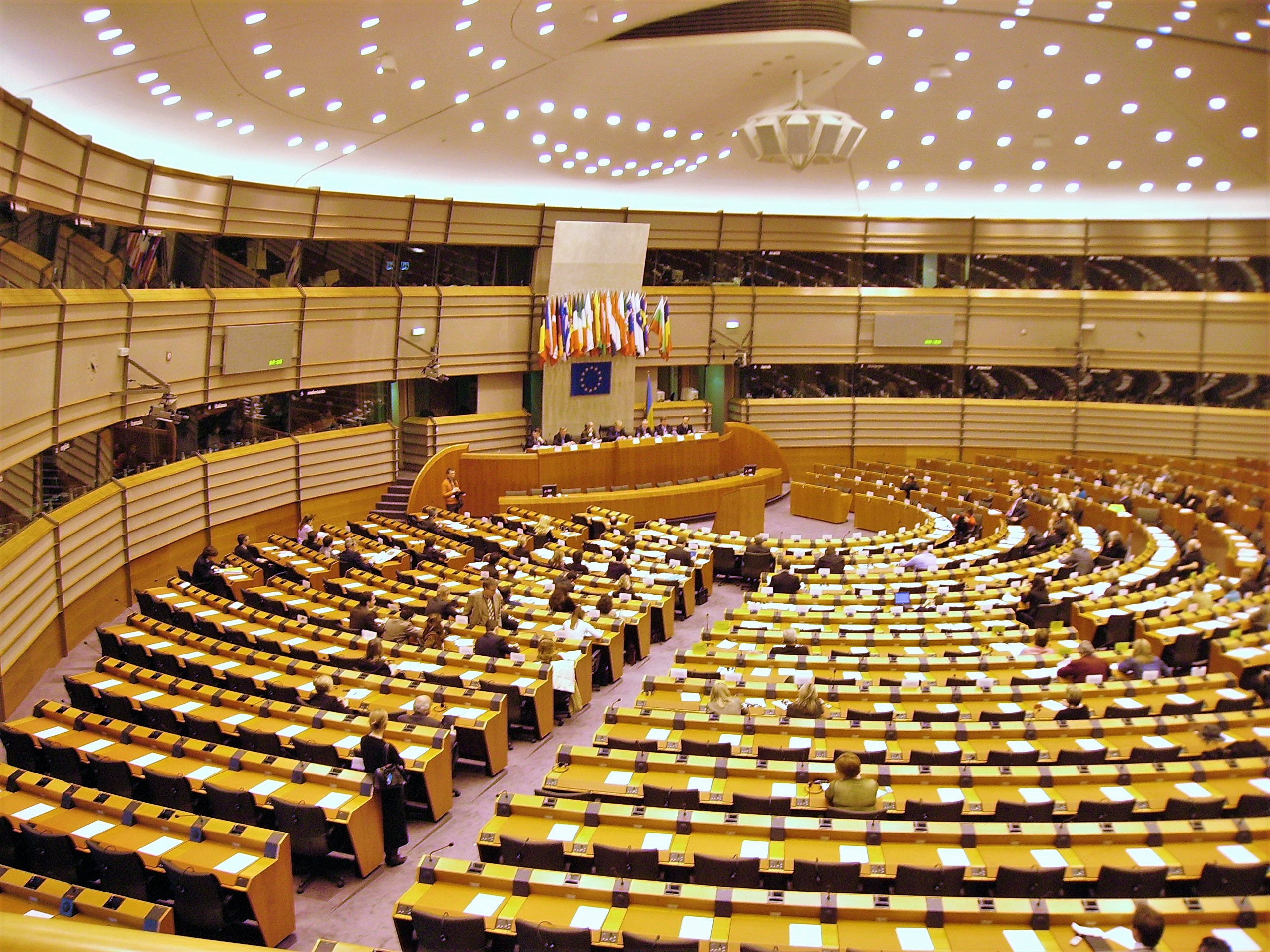
Interior de la sede en Bruselas del Parlamento Europeo.

En el Eurobarómetro del 2007 el 73% de los españoles encuestados considera que la pertenencia a la Unión Europea es algo bueno con una confianza en sus instituciones del 57%. En relación con esta última percepción se refleja en una caída en la participación en las elecciones al Parlamento Europeo, donde en el 2004 solo voto el 45,94% del censo electoral, mientras que en 1999 lo hizo el 63,05%, hecho que fue generalizable a toda la UE, con una participación del 45,5%. Además esta caída de la participación no es un hecho excepcional, sino una tendencia sostenida desde las primeras elecciones directas al Parlamento Europeo. Esta profunda desvinculación de las instituciones europeas se explica porque las decisiones relevantes parecen tomarse en el Consejo, donde ya están los representantes de los gobiernos de los Estados, y no se ven que existan mecanismos de control de los electores. Esta tendencia de menor participación se confirmó en el Referéndum sobre la Constitución Europea en España en el 2005, donde solo el 42,32% del censo acudió a la urna. En este referéndum donde ganó el "sí" con el 76,73% de los votos válidos, además de la alta abstención destacó el alto porcentaje de "no" en la C A País Vasco (33,6%), C F Navarra (29,2%) y en Cataluña (28,07%). En estas comunidades autónomas un sector de los partidos nacionalistas vascos y catalanes presentaban una postura contraria al texto por el dominio de los Estados en la UE en contraposición a los Pueblos de Europa.
Con respecto a la identificación con Europa, en una encuesta de 1996, no había diferencias significativas entre los votantes de los distintos partidos, con la única excepción de los votantes de Herri Batasuna que mostraban una desafección significativamente mayor.
Profundizando en los sentimientos con respecto a Europa y España se realizó una encuesta cualitativa, publicada en el 2007, donde se analízan en profundidad colectivos de españoles en contacto con otros territorios europeos. Llevada a cabo por dos miembros de la Universidad Nacional de Educación a Distancia con 24 entrevistas individuales en profundidad y tres grupos de discusión, realizados con antiguos estudiantes Erasmus, emigrantes retornados y ejecutivos de empresas de capital europeo localizadas en España. En este estudio se detecta la percepción compartida por todos los implicados de que España ha experimentado un cambio importante y muy positivo en las últimas décadas, lo que ha hecho desaparecer ese "complejo de inferioridad" hacia el resto de Europa que aparentemente sufría en el pasado. Con una identificación de europeo, que en casi todos los casos se identifica con la UE, al mismo tiempo con el sentimiento español cuando se está fuera de España, aunque una dificultad de la mayoría de los españoles para identificarse con los símbolos oficiales, como la bandera o el himno, relacionándolo con el pasado franquista y en general, se produce un rechazo al nacionalismo español. En general, los entrevistados comparten una visión muy positiva de la influencia que la UE ha tenido sobre España, tanto en términos económicos y de modernización como simbólicos o de prestigio. En este estudio hay una diferencia significativa entre los entrevistados que emigraron a trabajar en escalones ocupacionales bajos con un reforzamiento del sentimiento español, pero no del europeo, con respecto a los ejecutivos, emigrantes actuales de profesionales cualificados y estudiantes del plan Erasmus en que se refuerzan ambos sentimientos.

### América Latina

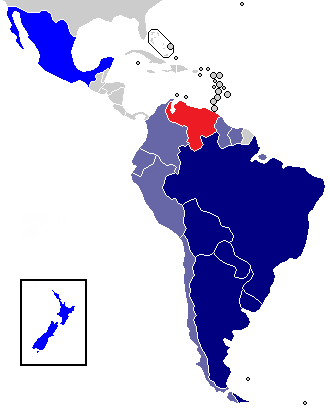
Países miembros
Países asociados
Países observadoresLa creación del MERCOSUR, además de las iniciativas españolas tras el ingreso en la CEE, fue determinante en la potenciaciación de la relación entre América Latina y la Unión Europea.

Inicialmente España quiso incluir en las negociaciones aspectos de su especial relación histórica con América Latina. Pretendió usar sus bazas de país puente en las relaciones exteriores, en su condición de país mediterráneo, de vecino del Norte de África y sus relaciones especiales
con América Latina.
Con anterioridad la CEE tenía una relación comercial escasa con América Latina por diversos motivos, destacando alguno de ellos: 
- La crisis económica mundial en los años 70 que provocó una fuerte recesión en los Estados miembros de la CEE que llevó a Europa a adoptar una serie de medidas de carácter proteccionista.
- El Convenio de Lomé y el Sistema Generalizado de Preferencias que priorizaba las relaciones de la Comunidad con los llamados Países ACP (África, Caribe, Pacífico), concediéndoles un tratamiento preferencial, marginando a otros.
- El endeudamiento de los estados latino-americanos.[41]

Sin embargo, España en aquellos momentos priorizó la situación interna de estabilizar su incipiente democracia respecto a la política exterior. Por ello en las negociaciones no fue posible defender a Latinoamérica como un área de actuación preferente de la Comunidad, ni en el ámbito de su política comercial ni en el de la cooperación para el desarrollo. Los vínculos entre España y los países de Latinoamérica (especialmente los hispanoamericanos) eran mucho más intensas en el terreno político que en el económico, algo diferente a la relación con las antiguas colonias de otros Estados de la Comunidad Europea. Lo que llevó a que no existieran posibilidades de integrar en la negociación esta relación. En palabras de Fernando Morán, el que luego fue ministro de Asuntos Exteriores en las negociaciones finales, y que ya descartó en 1980 la idea del papel de puente:

La verdad es que si lo español despierta cada vez mayor interés en Europa a causa de Hispanoamérica, la integración de España en la CEE exige una consideración más exacta de nuestras relaciones. La adopción de la barrera arancelaria común y los efectos de las políticas comunitarias impiden que mantengamos un régimen de privilegio para las eventuales importaciones ultramarinas. Inglaterra tuvo que abordar frontalmente el problema, lo que no es nuestro caso: nuestra relación con Latinoamérica no goza de un régimen especial y los países de la Comunidad con barreras arancelarias han aumentado su comercio con los países latinoamericanos en la misma proporción que
nosotros
Fernando Morán. 1980

En el Acta, España únicamente logró que se plasmasen las referencias a América Latina en dos declaraciones anexas:
- Declaración Común de Intenciones relativas al desarrollo y la intensificación de las relaciones con los países de América Latina que era común a los diez Estados miembros de las Comunidades Europeas, además de España y Portugal
- Declaración del Reino de España sobre América Latina.[41]

También se recogen unas pocas excepciones para productos que España
importa tradicionalmente de esos países y a los que hace referencia la Declaración española como son el tabaco, cacao y café.
En este sentido, en el Acta no hubo ningún compromiso para que tras el ingreso de España, al igual que el de Portugal, se produjera un cambio de las relaciones económicas de la Comunidad con América Latina y que dejara de ocupar el último lugar en el marco de las relaciones que mantenía con el Tercer Mundo.
Posteriormente una vez integrada en la Comunidad, se produjo una iniciativa española en el Consejo de Ministros de La Haya en el mismo año del ingreso, 1986, con propuestas sobre las relaciones de la Comunidad Europea con América Latina. Se concretó en un documento en junio de 1987 titulado Nuevas Orientaciones de la Comunidad Europea para las relaciones con América Latina.
Un año después, en 1986, el Consejo de Ministros de La Haya, a iniciativa española, encargaría a la Comisión Europea la elaboración de una propuesta sobre las relaciones de la Comunidad Europea con América Latina, que se concretaría en la adopción por el Consejo de Ministros de Asuntos Exteriores de la Comunidad Europea, celebrado en junio de 1987, de un primer documento sobre América Latina titulado Nuevas Orientaciones de la Comunidad Europea para las relaciones con América Latina.
En la década de los 90, ya consolidada la incorporación de España y Portugal, las relaciones entre la UE y América Latina se van a intensificar de manera creciente, produciéndose un salto cualitativo por lo que respecta a las negociaciones comerciales y económicas. Se firmaron los acuerdos de tercera generación en el que se basaban en él los principios democráticos y de los Derechos Humanos en la que se produjo la ampliación de los ámbitos materiales de cooperación así como por el incremento notable del comercio, de la inversión europea y la ampliación sin precedentes de la ayuda al desarrollo. El Tratado de la Unión Europea de 1992, y el Tratado de Asunción de 1991 por el que se crea el MERCOSUR contribuirán de manera decisiva. A partir de 1994 se fueron ampliando con los acuerdos de cuarta generación, sobre todo con el Acuerdo Marco Interregional de Cooperación entre la Unión Europea y el MERCOSUR, firmado el 15 de diciembre de 1995, la situación de Latinoamérica tuvo una posición cada vez más prominente dentro de las relaciones exteriores de la UE, aunque con cierto estancamiento en los últimos años.

### Posición de los partidos políticos

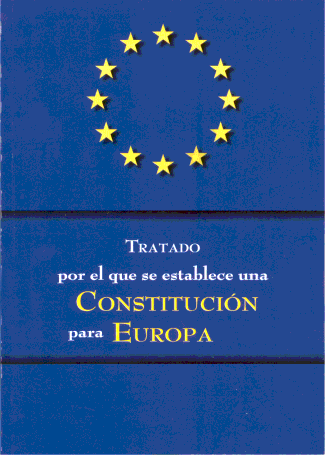
Portada de una edición del Tratado que establece una Constitución para Europa. Esta Constitución fue finalmente rechazada en los reférendums de Francia y Países Bajos. En España no se rechazó, pero la participación fue escasa.

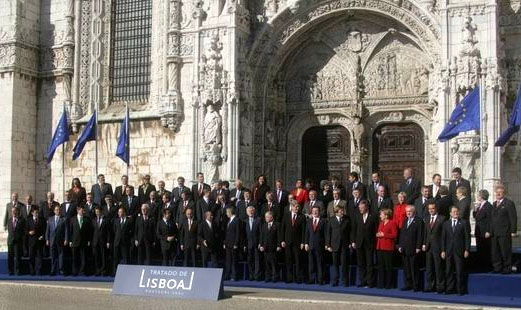
El nuevo Tratado de Lisboa de 2007, aprobada en Lisboa el 13 de diciembre de 2007, la mayor parte de los Estados lo aprobarán en sus parlamentos, sin realizar referéndum, excepto Irlanda porque lo exige su Constitución. Este último aunque lo rechazó en el referéndum efectuado el 12 de junio de 2008, lo ratficó en una segunda consulta efectuada el 2 de octubre de 2009.

El ingreso en las Comunidades Europeas tuvo un consenso de todas las fuerzas políticas. En la votación efectuada en 1985 en el Congreso de los Diputados dio un voto favorable de forma unánime. Este hecho no se dio en la adhesión de Portugal y previamente en la de Grecia donde los partidos de la izquierda se opusieron (en el caso de Portugal el Partido Comunista y en el Griego casi la izquierda al completo) Una de las razones fue la necesidad de consolidar la democracia. En Grecia y Portugal fueron transiciones excluyentes en el que hubo una desafección de una parte de las fuerzas armadas respecto del régimen dictatorial que provocó que le dieran fin, y esto reducía el riesgo de regresión al autoritarismo; mientras que en España fue una transición incluyente, resultante de una crisis dictatorial que no implicó una desafección militar, y por tanto con mayor riesgo involutivo.
- Partidos de ámbito en toda España (en algún caso con partido independiente pero asociado al principal en alguna Comunidad Autónoma):
  - Para la Unión de Centro Democrático (UCD), con políticos procedentes del franquismo que deseaban reformar el régimen con el líder Adolfo Suárez y que ostentaban el poder en el momento inicial de la negociación, el modelo político y económico que buscaba en la transición era el de la Europa occidental y por tanto fue el partido que inició las negociaciones de ingreso. Este partido desapareció del espectro político en 1983, antes del ingreso. Su líder fundó posteriormente el Centro Democrático y Social, partido que tras varias escisiones tiene escaso peso electoral.
  - Partido Socialista Obrero Español (PSOE) y su asociado Partido Socialista de Cataluña (PSC) era simultáneamente anticapitalista, neutralista (que rechazaba el ingreso en la OTAN), democrático y europeísta[39] Como ya se ha descrito el PSOE cambió posteriormente su posición con respecto a la OTAN y fue quien dirigió, desde 1982 con Felipe González de presidente de gobierno, las negociaciones finales para el ingreso y posteriormente siguió en el gobierno y por tanto, responsable del desarrollo de la integración del 1986 a 1996 (que comprendía 4 de los 6 años que fueron precisos para que España cumpliera los criterios para la unificación monetaria) y de nuevo desde el 2004 con José Luis Rodríguez Zapatero, hasta la actualidad. Mantiene una postura pragmática a favor del federalismo europeo. Apoyó el referéndum del Tratado para establecer una Constitución para Europa del 20 de febrero de 2005. El 26 de junio de 2008 apoyó el nuevo Tratado de Lisboa de 2007, aprobada en Lisboa, que en esta ocasión no se refrendará.[46]
  - Durante la transición el partido a la derecha de UCD estaba Alianza Popular (AP) con el líder Manuel Fraga que fue ministro franquista, también era favorable a la integración porque admiraban el modelo económico Comunitario aunque solicitaban que se garantizase la especificidad española frente a eventuales injerencias europeas. Este partido evolucionó al fusionarse con otros de corte liberal al Partido Popular (PP) y su asociado hasta el año 2008 Unión del Pueblo Navarro, que mantuvo el europeísmo pero buscando en la integración un refuerzo del poder de los Estados. Este partido estuvo en el gobierno de España desde 1996 a 2004, con José María Aznar de presidente del gobierno, y coronó que se cumplieran los criterios para que España estuviera en el primer grupo de Estados para utilizar el euro, proceso que se inició con el gobierno anterior del PSOE. También fue favorable a la Constitución Europea en el referéndum del 2005. Favorable al Tratado de Lisboa que sustituye al intento anterior.[46]
  - El Partido Comunista de España (PCE) durante la transición también tenía un discurso anticapitalista, neutralista (que rechazaba el ingreso en la OTAN), democrático y europeísta. Este partido posteriormente se integró en la coalición Izquierda Unida (IU) y su asociado en Cataluña Iniciativa per Catalunya Verds (ICV) junto a otras fuerzas de izquierdas y ecologistas. Estos mantienen el europeísmo pero mediante una Europa federal en la que se priorice a los ciudadanos y un componente social, más que a los Estados. No apoyó la Constitución para Europa por considerarla antisocial y codificar en la ley de leyes el desmantelamiento de las conquistas sociales obtenidas durante la segunda mitad del siglo XX.[47] IU también rechazó el Tratado de Lisboa, mientras que ICV se abstuvo.[46]
  - Unión Progreso y Democracia (UPyD) surgido en el 2007. Dio su voto favorable al nuevo Tratado de la UE.[46]
- Partidos nacionalistas de ámbito en las comunidades autónomas: tienen en general posiciones europeístas, pero críticos con la construcción política realizada. Realizan coaliciones al Parlamento Europeo dado que España constituye una única circunscripción:
  - Galeusca coalición constituida por Convergencia i Unió (CiU) y Partido Nacionalista Vasco (PNV) que estuvieron presentes en la transición apoyando el ingreso. En el referéndum de la Constitución Europea la apoyaron de forma crítica. También forman parte de la coalición el Bloc Nacionalista Valencià (BLOC), Partit Socialista de Mallorca - Entesa Nacionalista y por último el Bloque Nacionalista Galego (BNG) que fue euroescéptico y contrario a la entrada en la CEE por considerar a esta organización complementaria a la OTAN y del mismo carácter imperialista. Por ello este último estuvo en contra de la Constitución Europea.[48] PNV y CIU aprobaron el Tratado de Lisboa del 2007. Mientras que BNG lo rechazó.[46]
  - Europa de los Pueblos, coalición de partidos que no tenían representación en el Congreso de los Diputados durante el proceso de integración. Esquerra Republicana de Catalunya (ERC), Eusko Alkartasuna (EA), Chunta Aragonesista (CHA), Partido Socialista de Andalucía (PSA), Andecha Astur (AA), Conceju Nacionaliegu Cántabru (CNC) y Iniciativa Ciudadana de La Rioja (ICLR). Favorables a la UE pero se posicionaron en contra de la Constitución europea por considerar que consolidaba el poder de los Estados cerrando el paso a los pueblos y eurorregiones. En esta misma posición se encuentra Nafarroa Bai (Na Bai).[49] Na Bai, único presente en el Congreso de los Diputados, se abstuvo al Tratado del 2007 en Lisboa.[46]
  - Herri Batasuna, considerado euroescéptico, presentó una indefinición con respecto al ingreso. Posteriormente participó en las elecciones al Parlamento Europeo logrando 363.000 votos, de los cuales 112.000 procentes de fuera de Euskal Herria, siendo la fuerza más votada en el conjunto de este territorio Hegoalde (C A País Vasco y CF Navarra).[50][51] Logró escaño en tres ocasiones (1987, 1989 y 1999).[52] En el año 2000 se dividió en dos partidos: Batasuna, que no rechazó las acciones terroristas de ETA hasta el año 2010 y que fue ilegalizado en el año 2002 y en Aralar que rechaza estas acciones y con una postura europeísta abogando por una Europa basada en el derecho de autodeterminación de los pueblos y en defensa de todos los derechos humanos y sociales. Por ello rechazó la Constitución Europea.[53] Tanto Aralar como la izquierda abertzale que fue ilegalizada obtuvieron representación en las elecciones de 2011 en la coalición Amaiur, con un diputado perteneciente a Aralar, uno a Eusko Alkartasuna, un exalcalde de ANV, un catedrático y exparlamentario de HB y EH, un abogado de presos vascos, una sindicalista de EHNE y un sindicalista de LAB.
- Partidos regionalistas, también de ámbito en algunas comunidades autónomas: europeístas y que apoyaron el Tratado de la Constitución Europea en el referéndum del 2005: 
  - Los agrupados en Coalición Europea en las elecciones del 2004, son regionalistas de centroderecha, en los que están Coalición Canaria, (CC) Partido Aragonés (PA), Partido Andalucista, Unió Valenciana, Convergencia de Demócratas de Navarra y Unió Mallorquina. De ellos CC, que tiene representación en el Congreso de los Diputados, fue favorable al Tratado de Lisboa.
  - Los integrados en la Federación de Partidos Regionales también de centroderecha: Unión Valenciana (UV), Partido Regionalista de Cantabria (PRC), Extremadura Unida (EU), Partido Riojano Progresista (PRP), Unión del Pueblo Melillense (UPM) y Partido Regional de Madrid (PRM). No tienen representación en el Congreso de los Diputados.
  - Unión del Pueblo Navarro (UPN), de derechas, que hasta el 2008 realizaba política común con el PP. UPN apoyó en el Congreso de los Diputados el nuevo Tratado de Lisboa.